# Fettjestadån

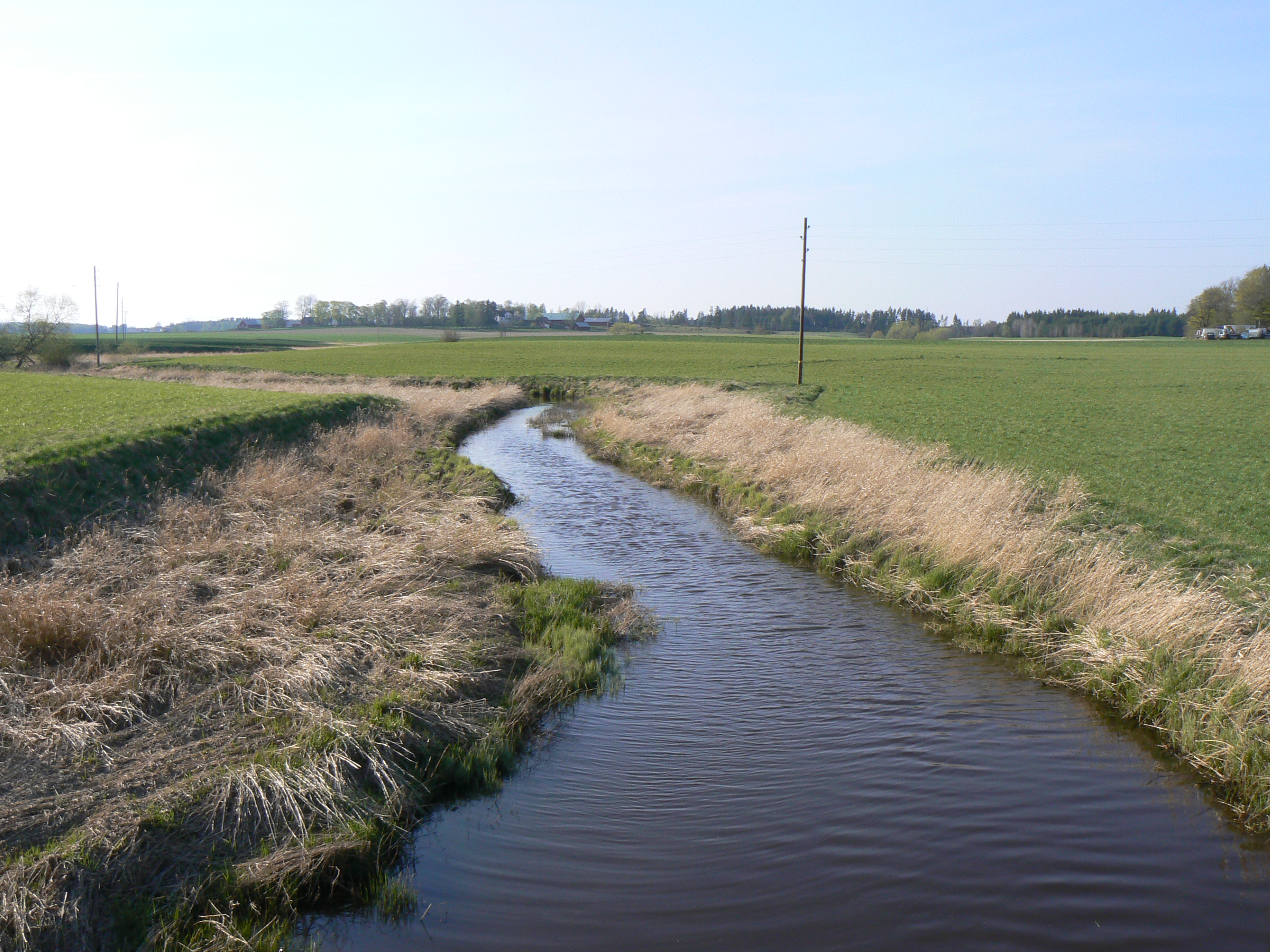
Fettjestadån vid Skiestad

Fettjestadån är ett vattendrag i Linköpings kommun. Det är ett källflöde till Kapellån. Fettjestadån börjar i sjön Bjärsen (106 m ö.h.) söder om Nykil och rinner förbi Gammalkil norrut mot Gälstad-Lundby där den möter Humpån. Norr om Gammalkil har den ett meandrande lopp. Åns namn kommer av Fettjestad, som är en samling gårdar cirka en kilometer söder om Gammalkils kyrka.